# Mary Waya
 (juillet 2019).
Pour les articles homonymes, voir Waya (homonymie).
Mary Waya (née le 25 mai 1968) est une joueuse et entraîneuse malawite de netball. 

## Biographie
Mary Waya commence à jouer au netball à un niveau international à l'âge de 14 ans et a participé à plus de 200 matchs significatifs pour le Malawi,. Durant cette période, elle a participé à deux Championnats du monde de netball (1995 et 2007), trois Jeux du Commonwealth (1998, 2006 et 2010) et deux Série mondiale de netball (Fast5 Netball World Series) (2009 et 2010),.
Mary Waya acquiert une notoriété internationale lors des Championnats du monde de netball de 2007 en Nouvelle-Zélande, où l'équipe nationale malawite (les « Queens ») terminent 5ème, leur meilleur classement historique. Elle annonce sa retraite après le tournoi, mais revient à la compétition internationale l'année suivante. Elle reste la joueuse la plus en vue de l'équipe nationale et est choisie comme porte-drapeau de l'équipe du Malawi aux Jeux du Commonwealth de 2010 à Delhi.
Après les Séries mondiales de 2010 à Liverpool, Mary Waya annonce à nouveau sa retraite du netball international, en même temps que les vétérans des « Queens », Peace Chawinga-Kalua et Esther Nkhoma. Elle se tourne vers une carrière d'entraîneuse et, plus tard cette année-là, devient entraîneuse-chef de l'équipe de netball du Malawi des moins de 20 ans.
L'Association de Netball du Malawi négocie avec les trois joueuses à la retraite pour tenter de les convaincre de rejouer avec les « Queens ». Le 15 juin 2011, l'ANM annonce que Mary Waya accepte de revenir dans l'équipe nationale, avec les autres vétérans Esther Nkhoma et Sylvia Mtetemela, Peace Chawinga-Kalua ayant déjà signé en tant qu'entraîneuse-adjoint de l'équipe. Les médias au Malawi indiquent que le retour des trois vétérans a créé une tension importante dans l'équipe des « Queens », ce qui pousse Waya à quitter prématurément le camp d'entraînement de l'équipe,.
En netball national, Waya joue pour les MTL Queens. Elle était mariée au défunt joueur du FC Bullets, Fumu Ng'oma. Avant leur séparation, Waya et Ng'oma ont eu deux fils.
Elle est nommée entraîneuse de l'équipe nationale tanzanienne de netball en 2012.